# The Great Beyond
«The Great Beyond» (El Más Allá) es una canción de la banda sonora de la película Man on the Moon publicada en 1999. Tuvo gran éxito en el Reino Unido llegando al número 3 en las listas. Por ello fue incluida en el álbum recopilatorio In Time: The Best of R.E.M. 1988-2003 en su versión sin editar y en su versión en directo en el álbum R.E.M. Live. En la banda sonora de Man on the Moon se incluyen algunos diálogos de la película al final de la canción, mientras que en el sencillo, la canción es una versión "radio edit" con el puente omitido 
En la versión sin editar, entre los minutos 4:09 y 4:26, el oyente puede escuchar a Michael Stipe cantando las siguientes frases: ""Here's a little agit for the never-believer, here's a little ghost for the offering". ". Ambas frases fueron tomadas de su canción Man on the Moon de 1992 también acerca de Andy Kaufman, a partir de la cual la película toma su título.
La canción fue nominada a un Grammy a la mejor canción escrita para una película, televisión u otros medios visuales.

## Lista de canciones
Todas las canciones fueron escritas por los miembros de R.E.M.: Peter Buck, Mike Mills, y Michael Stipe excepto aquellas indicadas. 
Casete / US CD
1. "The Great Beyond" (radio edit) - 4:14
2. "Man On The Moon"[1] - 5:24

UK CD
1. "The Great Beyond" (radio edit) - 4:14
2. "Everybody Hurts" (live)[1] - 6:20
3. "The One I Love" (live)[1] - 3:10

Maxi-CD
1. "The Great Beyond" (radio edit) - 4:14
2. "The One I Love" (directo)[1] - 3:10
3. "Everybody Hurts" (directo)[1] - 6:20
4. "Man On The Moon" (live)[1] - 5:24